# Czarnoksiężnik (film)
Czarnoksiężnik (ang. Warlock) – amerykański horror fantasy z 1989 roku w reżyserii Steve’a Minera i do scenariusza Davida Twohy’ego.

## Fabuła
W Bostonie 1691 roku pewien czarnoksiężnik konszachtujący z Szatanem zostaje schwytany przez łowcę czarownic Gilesa Redferne’a. Za swe grzechy czarnoksiężnik zostaje skazany na śmierć, jednak swymi mocami wywołuje burzę i znika przez portal. Redferne chcąc go dopaść również przechodzi przez portal. Czarnoksiężnik przenosi się w czasie i trafia do Los Angeles 1988 roku, rozbijając się w domu 20-letniej kelnerki Kassandry i jej współlokatora Chasa. Przyjęty przez nich czarnoksiężnik początkowo jest zaskoczony tym, że przeniósł się w przyszłość.
Podczas nieobecności Kassandry, czarnoksiężnik widząc u Chasa pierścień ze skorpionem, morduje go i wychodzi z mieszkania. Kassandra zostaje poinformowana o śmierci Chasa przez policję, lecz wstrząśnięta nie mówi nic o przyjętym przybyszu. Tymczasem czarnoksiężnik staje twarzą w twarz z fałszywą spirytystką, którą podstępem nakłania do opętania przez Szatana. Czarnoksiężnik pyta się go, czemu trafił do XX wieku. Szatan każe mu złożyć na nowo Wielki Grymuar, piekielny odpowiednik biblii podzielony na trzy części, która może odwrócić dzieło stworzenia. W zamian czarnoksiężnik zostanie jego oficjalnym synem. Wyrywa oczy spirytystce, używając ich jako kompasu.
Kassandra wraca do domu, gdzie znajduje ją Redferne. Z jej pomocą znajduje próbkę krwi czarnoksiężnika, by wyśledzić go za pomocą kompasu namierzającego czarownice. Podejrzliwa Kassandra w tajemnicy wzywa policję, która aresztuje Redferne’a, a sama za radą policjantów opuszcza dom. Wcześniej widzi, że kompas czarownic działa. Przybywa czarnoksiężnik odnajdujący pierwszy fragment Wielkiego Grymuaru ukryty w starym stole w mieszkaniu Kassandry. Po czym rzuca na nią urok powodujący codzienne starzenie się o dwadzieścia lat. Kassandra odbiera Redferne’a z posterunku policji. Po tym, jak Redferne wyjaśnia podstawowe cechy czarownic i czarnoksiężników, takie jak ich słabość do oczyszczonej soli, Kassandra udaje się z nim, aby odzyskać swoją bransoletkę, dzięki której cofnie zły urok. Podczas szukania kolejnych fragmentów księgi czarnoksiężnik morduje nieochrzczonego chłopca, by z jego tłuszczu wytworzyć eliksir dający umiejętność lotu.
Redferne wyjawia ponownie starzejącej się Kassandrze, że jego żonę Marion zabił czarnoksiężnik i dlatego go ściga. Podążają za nim do Kolorado, gdzie w wiejskim domu mennonickiej rodziny znajduje się druga część Wielkiego Grymuaru. Po walce z Redferne’em, czarnoksiężnik próbuje odlecieć, ale uderza go żelazny wiatrowskaz. Redferne, Kassandra i pomagający im mennonita próbują zakuć go kajdany uniemożliwiające mu korzystanie z mocy, ale czarnoksiężnik rzuca na mennonitę klątwę Złego Oka, po czym ucieka pieszo. Kassandra wbija gwoździe święconym młotkiem w jego ślady, sprawiając adwersarzowi ból. Ten ucieka pociągiem, ale Kassandra wyszarpuje bransoletkę, znów będąc młoda. Redferne zostawia mennonicie lekarstwo w postaci brązowych kluczy. Kassandra daje się przekonać do kontynuacji wyprawy, dowiedziawszy się, że czarnoksiężnik zamierza zniszczyć wszechświat, poprzez wypowiedzenie prawdziwego imienia Boga.
Kassandra i Redferne udają się samolotem do Bostonu, gdzie powinien być ostatni fragment Wielkiego Grymuaru. Redferne wyczuwa obecność magii, ale Kassandra sądzi, że to efekt zjawisk nieznanych w jego czasach. Nie wiedzą, że czarnoksiężnik ukrył się w luku bagażowym. W Bostonie Kassandra i Redferne udają się do kościoła, w którym przechowywano Wielki Grymuar. Pastor mówi im, że księgę zakopano w poświęconej ziemi, i kieruje ich na cmentarz. Kassandra zdaje sobie sprawę, że z powodu prac budowlanych wiele trumien zostało przeniesionych w niepoświęconą część cmentarza. Znajdują trumnę Redferne’a i otwierają ją, aby wyciągnąć ostatni fragment Wielkiego Grymuaru, gdy przybywa czarnoksiężnik, który zmusił pastora do ujawnienia lokalizacji księgi, grożąc, że spowoduje poronienie jego żony.
Czarnoksiężnik każe oddać księgę, inaczej zabije Kassandrę. Redferne wyzywa go na uczciwą walkę bez broni i magii. Czarnoksiężnik wrzuca Kasandrę do jeziora i zaczyna pojedynek. Zyskuje przewagę, a Redferne rzuca mu w twarz ziemią ze świętej ziemi. Traktując to jako złamanie zasad czarnoksiężnik wykorzystuje swe magiczne zdolności do pokonania wroga i przejęcia połączonego Wielkiego Grymuaru. Nim czarnoksiężnik zdąży użyć go, by wymówić imię Boga od tyłu, Kassandra dźga go w szyję strzykawką do wstrzykiwania insuliny, którą napełniła słoną wodą z jeziora. Pod wpływem soli czarnoksiężnik ginie stając w płomieniach. Kassandra żegna się z Redferne’em wracającym do swoich czasów. Kassandra zakopuje Wielki Grymuar na środku saliny Bonneville.

## Obsada
- Julian Sands jako czarnoksiężnik
- Lori Singer jako Kassandra
- Richard E. Grant jako Giles Redferne
- Kevin O’Brien jako Chas
- Mary Woronov jako spirytystka
- Richard Kuss jako mennonita
- Brandon Call jako nieochrzczony chłopiec
- David Carpenter jako pastor
- Anna Thomson jako żona pastora
- Allan Miller jako detektyw policji
- Rob Paulsen jako pracownik stacji benzynowej
- Frank Renzulli jako taksówkarz

## Produkcja
Scenarzysta David Twohy początkowo planował, by tytułowy czarnoksiężnik był postacią pozytywną. „Spędziłem, jeśli nie zmarnowałem, dobre sześć do ośmiu tygodni, próbując uczynić czarnoksiężnikiem kogoś, kto był prześladowany w czasie szaleństwa na punkcie czarownic w XVII wieku, a teraz powrócił do czasów obecnych i doświadczył podobnych prześladowań tutaj, ale z innych powodów” – skomentował w wywiadzie dla magazynu „Cinefantastique”.
Ponieważ akcja filmu zaczyna się w kolonialnych Stanach Zjednoczonych, reżyser Steve Miner nalegał, aby w role głównych bohaterów wcielili się brytyjscy aktorzy, uważając że z punktu historycznego będzie to miały większy sens, jako że akcenty osadników były odmienne od obecnej amerykańskiej wymowy. „Nie byli na statku od pięciu lat, najwyżej dziesięciu. Są Anglikami” – zażartował. Producent Arnold Kopelson zasugerował Juliana Sandsa do roli Redferne’a, ale Miner zdecydował się obsadzić Sandsa wbrew typowi w roli złoczyńcy. Miner do roli czarnoksiężnika zamierzał obsadzić Richarda E. Granta, po tym jak go ujrzał w brytyjskim filmie komediowym Withnail i ja (1987).
Wkrótce zdecydowano się obsadzić Sandsa w roli złoczyńcy na przekór jego dotychczasowego emploi. Sandsowi proponowano wiele ról w horrorach, ale początkowo nie był zainteresowany. „Kiedy po raz pierwszy dostałem scenariusz, leżał odłożony przez jakiś czas, ponieważ uważałem, że to nie jest coś dla mnie” – zauważył Sands w wywiadzie w 1991 roku dla „The Milwaukee Sentinel”. „Kiedy to przeczytałem, zobaczyłem, że to czarna komedia, a nie film typu slasher [i] byłem bardzo zadowolony z perspektywy pracy ze Steve’em”. Mimo że Sands już otrzymał tytułową rolę podczas castingu w Anglii, Miner postanowił przesłuchać Granta, sadząc że jest przyzwoitym aktorem. Po spotkaniu z aktorem był tak pod wrażeniem, że Grant otrzymał rolę Redferne’a. Do roli Kassandry zatrudniono Lori Singer. Jej postać Miner określił podobną do tej w Footloose (1984), jednak z paroma różnicami.
Wkrótce Singer okazała się trudna w pracy i przysparzała problemów charakteryzatorowi Carlowi Fullertonowi. Zaprojektowano, przetestowano i zatwierdzono skomplikowaną serię makijaży, które miały na celu stopniowe postarzenie postaci Singer. Jednak w dniu swojej transformacji w 40-latkę Singer odmówiła założenia jakichkolwiek protez, zmuszając charakteryzatorów do uciekania się do punktowania, cieniowania i nałożenia przez aktorkę szarej peruki. Gdy jej postać osiągnęła wiek 60 lat, zgodziła się nosić protezy policzków i brody, ale odmówiła założenia takowych na nos i oczy.
Początkową scenę z XVII wieku nakręcono w skansenie Plimoth Plantation w Massachusetts, a późniejsze sceny kręcono w okolicach Bostonu. Ostatnią scenę filmu kręcono na terenie Bonneville Salt Flats w Utah. Gospodarstwo mennonitów z charakterystyczną czerwoną stodołą zagrał dom George’a Washingtona Faulknera w Santa Paula, który przez wiele lat był otwarty dla zwiedzających, organizując coroczną atrakcję w postaci zbioru dyni. Ze względu na logistykę efektów specjalnych, na potrzeby kulminacyjnego finału na planie zdjęciowym w Los Angeles zbudowano cmentarz.
Za efekty optyczne w postprodukcji miała odpowiadać firma Dreamquest Images, ale ze względów budżetowych zastąpiła ją firma Perpetual Motion. Czarnoksiężnik posiadał zdolność przywoływania pocisków ektoplazmy, którymi rzucał w niczego niepodejrzewających wrogów, ale efekt musiał zostać ograniczony ze względu na możliwość osiągnięcia go tylko za pomocą animacji. Na planie jednak nie było nikogo z Perpetual Motion, kto mógłby nadzorować pracę ekipy filmowej, więc ta musiała sama nakręcić tła i zaplanować efekty, licząc na to, że zespół ds. efektów specjalnych będzie miał odpowiednie materiały.

## Wydanie i wynik finansowe
Chociaż film został ukończony w 1988 roku i wydany zagranicą rok później, w Stanach Zjednoczonych wstrzymano jego wydanie na dwa lata, gdy tworząca go wytwórnia New World Pictures popadła w kłopoty finansowe zakończone bankructwem. Prawa do Czarnoksiężnika ostatecznie przejęła wytwórnia Trimark Pictures i zaczęła go dystrybuować w ograniczonym zakresie od stycznia 1991 roku. Film okazał się umiarkowanym sukcesem dla Trimark, przynosząc dochód w wysokości ok. 9,1 mln dolarów i stając się najbardziej dochodowym filmem tej firmy aż do Magii Batistów (1997).

## Dziedzictwo

### Kontynuacje
W 1993 roku powstała kontynuacja Czarnoksiężnik 2, w której ponownie wystąpił Julian Sands. Mimo że Sands wcielił się w tę samą postać, film nie był w żaden sposób związany z poprzednikiem. „Nasz film to zupełnie inna historia niż oryginalny Czarnoksiężnik. To tak, jakby oryginalny film nie powstał” – skomentował reżyser Anthony Hickox. Druga, wydana bezpośrednio na wideo kontynuacja Czarnoksiężnik 3: Koniec niewinności została wydana w 1999 roku i również była bez bezpośredniego związku z poprzednimi filmami. W roli tytułowej wystąpił angielski aktor i producent Bruce Payne.

### Adaptacje
Scenariusz został zaadaptowany na powieść przez Raya Gartona, wydaną przez Avon Books w 1989 roku. Ta nowelizacja zawiera dodatkowe bądź alternatywne szczegóły, które nie znalazły się w ostatecznej wersji filmu.
W ramach umowy z Lions Gate Entertainment, Bluewater Productions wydało w 2009 roku serię komiksów Warlock. Seria składająca się z 4 numerów zawierała oryginalną fabułę, w której czarnoksiężnik wyrusza na misję zniszczenia księgi, w której uwięziona jest grupa jego rówieśników. Seria zawierała kilka odniesień do oryginalnego filmu, a jedna z dwóch okładek pierwszego numeru została zaczerpnięta z plakatu filmowego,  ale firma nie była w stanie uzyskać praw do wykorzystania wizerunku Juliana Sandsa. „Postać czarnoksiężnika w serii komiksowej z pewnością ma podobne cechy charakteru do czarnoksiężnika Sandsa, ale postanowiłem zrobić z niego inną postać” – zauważył scenarzysta Nick Lyons.
W 1995 roku Acclaim Entertainment wydało opartą na filmach grę wideo Warlock na konsole Super NES i Sega Mega Drive. Twórcy gry zrezygnowali z fabuły oryginalnego filmu i skupili się na elementach pierwszego sequela, takich jak druidzi i kamienie runiczne.